# Fundação Oscar Niemeyer

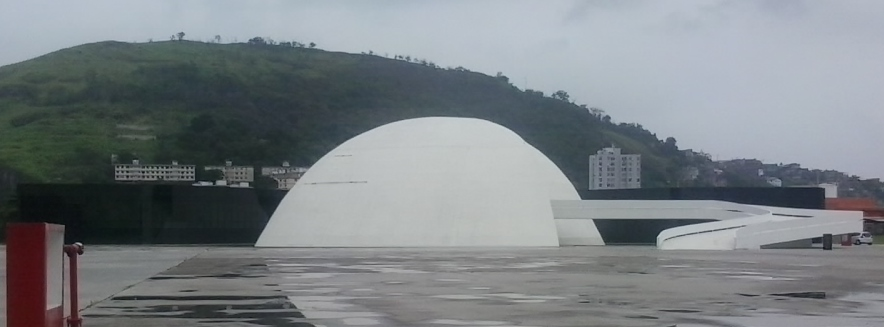
Fundação Oscar Niemeyer, no Caminho Niemeyer de Niterói

A Fundação Oscar Niemeyer (FON), criada em 1988, é um centro de informação e pesquisa voltado para a reflexão e difusão da arquitetura, urbanismo, design e artes plásticas, e para a valorização e preservação da memória e do patrimônio arquitetônico moderno do país.
A Fundação Oscar Niemeyer consolidou-se como um importante centro de documentação, ao disponibilizar seu acervo arquivístico e bibliográfico e oferecer produtos e serviços de informação crítica sobre a arquitetura e urbanismo.
Sediada no Rio de Janeiro, a Fundação Oscar Niemeyer é uma instituição privada sem fins lucrativos, reconhecida de utilidade pública pelo Governo Federal e pelos governos do Distrito Federal e do estado e da cidade do Rio de Janeiro.
Atualmente seu Conselho Diretor é formado pela Presidente Ana Lucia Niemeyer de Medeiros, Vice-Presidente José Pessoa, Diretor Executivo Ciro Pirondi.

## A Fundação Oscar Niemeyer no Caminho Niemeyer

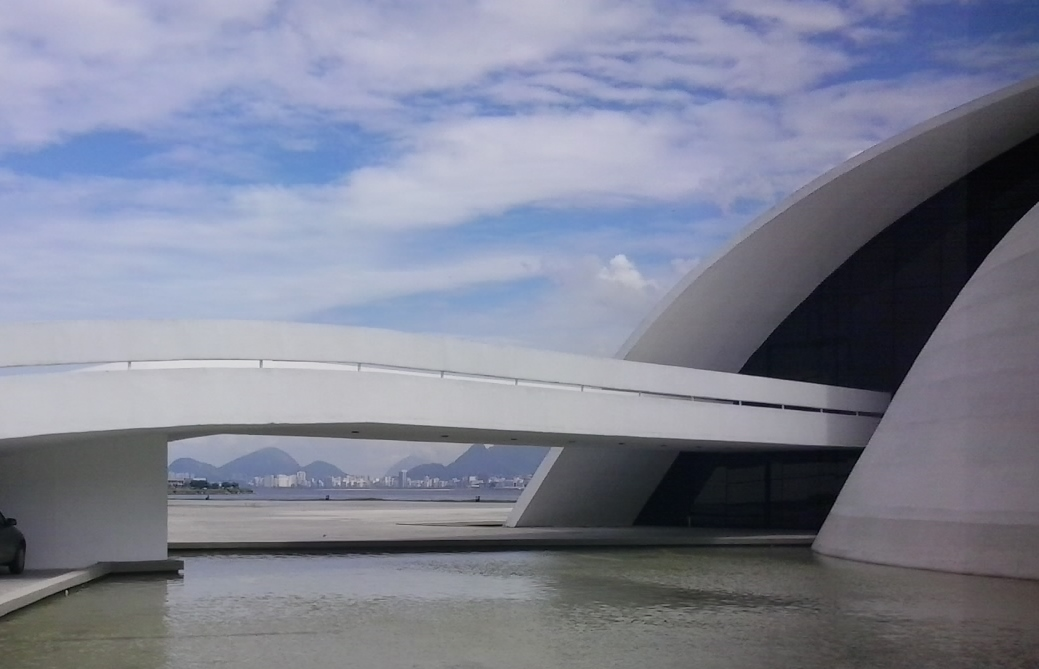
Entrada do prédio da Fundação Oscar Niemeyer

A fundação tem sua nova sede em um prédio recém-inaugurado no complexo arquitetônico cultural do Caminho Niemeyer em Niterói. A nova sede da Fundação Oscar Niemeyer vai funcionar em uma área de cerca de 4.000 m², onde estarão instaladas a sua administração, o Centro de Pesquisa e Documentação e a Escola Oscar Niemeyer.
Consiste de um prédio principal com aproximadamente 1.600 m², em forma de caracol. Possuirá um mezzanino com aproximadamente 500 m², com acesso interno e externo através de rampas onde ficará em exposição o acervo de obras de Oscar Niemeyer. Esta construção ficará em cima de um espelho d´água com aproximadamente 1.500 m².
Anexo a este prédio existirá uma construção com uma parte semi-enterrada, de aproximadamente 850 m² de área, abrigando uma copa, central de ar condicionado, acesso ao hall do térreo e 2 grandes salas; ainda neste prédio, no nível térreo, com aproximadamente 1.100 m², haverá um auditório, uma bomboniére, 4 salas onde serão ministradas aulas de temas ligados a arquitetura e as artes, e ainda salas para congressos e seminários referentes a este mesmo tema.
A obra custou R$10 milhões, e os recursos liberados pelo Ministério do Turismo, com o apoio da concessionária Barcas S/A.

### Escola e Museu
A Prefeitura de Niterói instalará a cargo da Secretaria Municipal de Educação, Ciência e Tecnologia a partir de junho de 2013 nas instalações do edifício a Escola de Humanidade, Arte e Cultura e o Museu Oscar Niemeyer, junto à escola, como um museu de arquitetura e design, aproveitando o potencial do Caminho Niemeyer para o tema.